# Chichorro
Roberto Carneiro de Alcáçovas de Sousa Chichorro (Malhangalene, Lourenço Marques, 19 de Setembro de 1941) é um artista plástico moçambicano.
Chichorro passou a sua infância na Mafalala, bairro entre a cidade colonial dos brancos e a cidade de caniço dos negros, vivência que se encontra repercutida na sua obra plástica.
Concluiu o curso industrial de Construção Civil. Entretanto, sua vocação para a arte o leva a trabalhar em desenhos de arquitetura ilustrações e pintura. 
Os seus trabalhos foram mostrados pela primeira vez na Exposição Colectiva dos Festejos da cidade de Lourenço Marques (hoje Maputo), em 1966, e a sua primeira exposição individual teve lugar em 1967, na mesma cidade, na Cooperativa da Casas de Lourenço Marques, onde trabalhava como desenhador de arquitectura
.
Em 1982 recebeu uma bolsa do governo espanhol, que lhe permitiu trabalhar em Madrid, em cerâmica, no Taller Azul, e em zincogravura, com Óscar Manezzi. Em 1986 foi para Portugal com uma bolsa do Governo português.

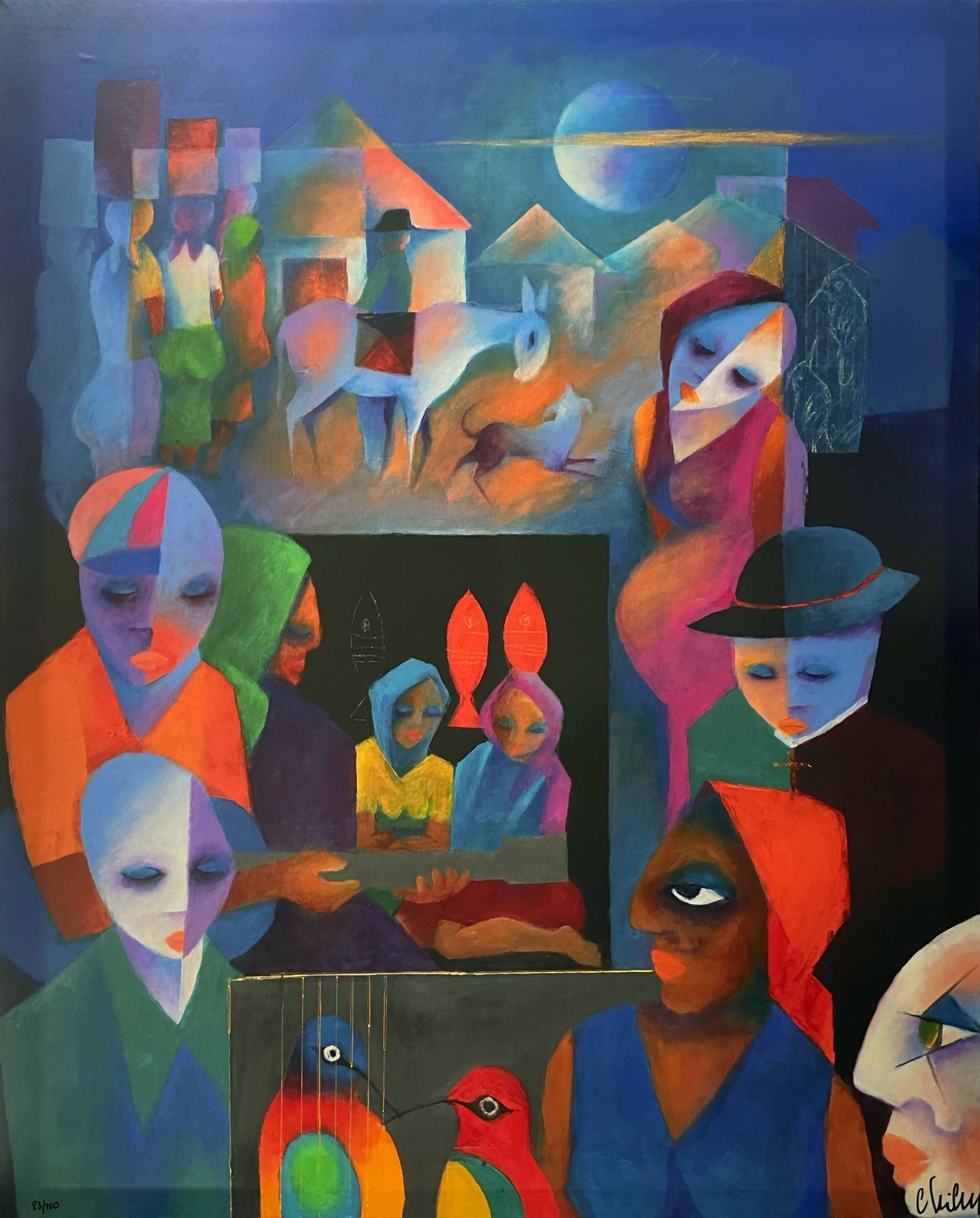
Roberto Chichorro, Fine Art Glicée sobre tela

## Exposições
- 1966: Colectiva dos Festejos da Cidade de Lourenço Marques
- 1967: Individual em Lourenço Marques
- 1971: Individual em Lisboa
- 1972: Individual em Luanda
- 1973 a 1982: Colectivas em Moçambique, Angola, Itália, Bulgária, Portugal, ex-República Democrática Alemã e URSS
- 1984 a 1986: Individuais e colectivas em cidades de Portugal e de Espanha
- 1986 a 1991:
  - Individuais em cidades de Espanha e Portugal e em Bissau e no Maputo
  - Colectivas em Portugal, Estocolmo, Los Angeles e Nova Iorque
- 1986: 2.ª Bienal de Havana
- 1991: Bienal de Óbidos
- 1991: Individual no Maputo

## Prémios
- Prémio Aquisição, no Salão de Arte Moderna de Angola, em 1973
- Menção honrosa no Salão de Outono do Casino Estoril, em 1987
- Menção honrosa na Bienal de Óbidos, em 1991

## Instituições onde está representado
- No Museu Nacional de Arte Contemporânea em (Lisboa)
- No Museu de Arte Contemporânea de Luanda
- Em colecções públicas de Moçambique, Brasil, Itália, Tanzânia e Estados Unidos